# Wickford
Wickford är en stad och civil parish i distriktet Basildon, i grevskapet Essex i England. Orten hade 27 524 invånare år 2021. Staden nämndes i Domedagsboken (Domesday Book) år 1086, och kallades då Wi(n)cfort.